# Austin Osman Spare
Austin Osman Spare (Londres, 31 de diciembre de 1886 - ibídem, 15 de mayo de 1956) fue un pintor y escritor británico, practicante de varias corrientes ocultistas.

## Biografía
Hijo de Philip Newton Spare, un policía de Londres, y Eliza Ann Adelaide Osman. De niño mostraba afinidad por el arte, y 
tempranamente comenzó clases nocturnas en la escuela de arte Lambeth Art School. A la edad de 13 años dejó la escuela para ejercer de aprendiz de un artesano del vitral. Durante su adolescencia su fascinación por el ocultismo creció mucho, en gran medida influenciado por el trabajo en el que participaba. En mayo de 1904 uno de sus dibujos fue expuesto en la exhibición anual de la Royal Academy en Londres, esto generó una gran publicidad para el joven artista.

Perteneció a la  Orden de la Aurora Dorada o Golden Dawn y más tarde a la Astrum Argentum fundada por Aleister Crowley, para más tarde fundar la corriente Zos Kia Cultus a la que pronto se unirían otros ocultistas de reconocido prestigio de la época. La corriente Zos Kia estaba basada en una supuesta magia del caos y en la magia sexual.
Durante el tiempo que fue compañero del también conocido Aleister Crowley, llevó a cabo una serie de creaciones pictóricas muy interesantes y excepcionales pero poco reconocidas incluso hoy día. Después de crear su propia corriente mágica, seguiría practicando esta técnica tan interesante que ha influido más tarde en muchos artistas contemporáneos.
Practicaba a menudo el dibujo "automático" inducido por trances, supuestamente dibujando seres de otros planos de consciencia. Era un personaje tan siniestro que aterrorizaba incluso al propio Crowley.
En sus libros, Spare utiliza el pseudónimo de Aàos cuando se refiere a sí mismo.

## La postura de la muerte
En su capítulo sobre “Sigilos: Creencia con Protección” AOS sugiere que la vacuidad será “obtenida por el agotamiento de la mente y del cuerpo por algún medio u otro. Un método personal o uno tradicional sirven igual de bien”. 
El ejercicio de La Postura de la Muerte ( una simulación de la muerte por la absoluta negación del pensamiento) que AOS prescribe como el único ritual requerido para el logro; es su contribución particular, que ha sido pasada por alto por aquellos que siempre buscan mayores complejidades en los sistemas mágicos. 
“En cuanto deseamos algo, lo perdemos totalmente; “somos” lo que deseamos, por tanto nunca lo obtenemos. Desea nada, y nada habrá que no puedas realizar” (El Libro del Placer Pág. 30). 
La conciencia del deseo es en sí misma el obstáculo para su logro. Una vez que éste ha surgido en la mente, atrae sobre sí mismo alguna forma arbitraria en la que manifestarse y es por consiguiente proyectada hacia el mundo, fijándose sobre un objeto u otro bajo la forma de creencia. Los deseos cambian tan rápidamente como la moda y son igual de estériles como medios de conocimiento y poder; por tanto el trabajo del brujo conlleva una “destrucción” de la creencia, así aquel Deseo puede permanecer siempre libre e incondicionado. 
En palabras de AOS:
“Cualquier cosa que realmente quieras, la puedes obtener. La necesidad surge primero en la mente consciente, pero tienes que hacer que el deseo sea subconsciente también. Y puede hacerlo inventando un símbolo del objeto deseado. El símbolo desciende dentro del subconsciente .Tienes que olvidar todo sobre él. De hecho, deber jugar al escondite contigo mismo. Y mientras estas deseando aquella cosa en particular, debes matar de hambre con decisión todos tus deseos menores. Haciéndolo, haces que todo el ser, consciente y subconsciente, fluya hacia tu objetivo principal. Y lo obtendrás.”